# Léon (Aquitania)
 Léon  (en occitano Lon) es una población y comuna francesa, situada en la región de Aquitania, departamento de Landas, en el distrito de Dax y cantón de Castets.

## Demografía
| 1216 | 1189 | 1258 | 1363 | 1330 | 1453 |
| Para los censos de 1962 a 1999 la población legal corresponde a la población sin duplicidades (Fuente: INSEE [Consultar]) |      |      |      |      |      |